# Саманта Шеннон

## Біографія
Саманта Шеннон (народилася 8 листопада 1991) — британська письменниця в жанрах антиутопії та фентезі.  Її дебютний роман «Сезон кісток» був опублікований у 2013 році та є першим із семикнижкової серії. 

## Життя і кар'єра
Шеннон народилася в Хаммерсміті, Лондон у листопаді 1991 року і виросла в Руісліпі.  Жінка вперше почала писати у віці п’ятнадцяти років. Тоді вона написала свій перший роман «Аврора», досі не опублікований.  Шеннон вивчала англійську мову та літературу в коледжі Святої Анни в Оксфорді   і закінчила його в 2013 році.  Письменниця має ірландське походження з боку батька, її предки емігрували до Англії з графства Роскоммон. 

### Сезон кісток
У 2012 році Шеннон підписала угоду на шестизначну суму з видавництвом Bloomsbury Publishing за публікацію перших трьох книг із семикнижкової серії, яка починається з «Сезону кісток».
Сюжет книги розгортається в 2059 році в республіці Сайон, яка вже дві сотні років бореться в Європі проти неприродності.  Пейдж Магоні є авторитетною фігурою у злочинному світі Лондона. Жінка є правою рукою жорстокого Білого Зв’язувача — снохода, представника рідкісного та грізного типу ясновидців. Отож, за законами Сайону, Пейдж коїть злочин просто дихаючи.  Пейдж арештують за вбивство, і вона заводить знайомства з загадковими засновниками Сайону — їх зацікавлять її рідкі здібності. Тепер, аби зберегти собі життя, Пейдж має скористатися всіма своїми талантами та довірити долю в руки людей, які мали бути її ворогами.   
Після публікації цього роману Шеннон прихильно порівнювали з Дж. К. Роулінг. 
Саманта Шеннон згадує, що коли вона надіслала редактору першу чернетку «Сезону кісток», вона ще не була впевненою в тому, хто цільова аудиторія серії. Через те, що головній героїні на початку серії вже 19 років (в Young Adult це зазвичай 12-18 років), книгу було вирішено визначити як дорослу.

## Особисте життя
Шеннон ідентифікує себе як «сапфічну жінку». 

## Переклад українською
- Саманта Шеннон. Сезон кісток / пер. з анг. Марія Пухлій. — К. : Artbooks, 2023. — 576 с. — ISBN 978-617-523-292-7.

1. 1 2  SPOILED: SAMANTHA SHANNON'S THE BONE SEASON. RT Book Reviews. Архів оригіналу за 6 грудня 2018. Процитовано 13 листопада 2012.
2. 1 2  Williams, Charlotte. Seven-book fantasy series for Bloomsbury. The Bookseller. Архів оригіналу за 18 липня 2012. Процитовано 13 листопада 2012.
3. ↑  Samantha Shannon. Tumblr. Архів оригіналу за 19 березня 2022. Процитовано 19 серпня 2020.
4. ↑  Brooks, Richard (6 травня 2012). New JK Rowling in seventh heaven. The Sunday Times. Архів оригіналу за 4 листопада 2016.
5. ↑  Student author sells film rights. Oxford Student. 20 жовтня 2012. Архів оригіналу за 23 жовтня 2012. Процитовано 13 листопада 2012.
6. ↑  Kate Kellaway "Samantha Shannon: 'Writing was a drug I couldn't stop taking'" [Архівовано 19 March 2022 у Wayback Machine.], The Observer, 11 August 2013
7. ↑  Shannon, Samantha (17 вересня 2020). Samantha Shannon.
8. ↑  Сезон кісток купити за ціною 550 грн. ARTBOOKS.UA (ua) . Процитовано 22 січня 2025.
9. ↑  Hjelmgaard, Kim. Is Samantha Shannon the next J.K. Rowling?. USA TODAY (амер.). Архів оригіналу за 20 травня 2022. Процитовано 14 жовтня 2021.
10. ↑  Oldfield, Kate (26 січня 2021). Samantha Shannon on The Mask Falling and the stigmas of being a female fantasy author. United By Pop (амер.). Процитовано 22 січня 2025.
11. ↑  Shannon, Samantha (7 червня 2022). Samantha Shannon. Архів оригіналу за 12 листопада 2022. Процитовано 12 листопада 2022.

''''  ==